# Пісари (Малопольське воєводство)
Пісари (пол. Pisary) — село в Польщі, у гміні Забежув Краківського повіту Малопольського воєводства.
Населення — 877 осіб (2021).
У 1975—1998 роках село належало до Краківського воєводства.

## Демографія
Демографічна структура станом на 2021 рік:
|          | Загалом | Допрацездатний вік | Працездатний вік | Постпрацездатний вік |
| -------- | ------- | ------------------ | ---------------- | -------------------- |
| Чоловіки | 431     | 119                | 274              | 38                   |
| Жінки    | 466     | 104                | 259              | 83                   |
| Разом    | 877     | 233                | 533              | 121                  |